# Philippe Heim
 (juillet 2022).
L'article doit être relu — et modifié si nécessaire — par des contributeurs indépendants pour apporter un regard critique aux contributions effectuées en violation des conditions d'utilisation de Wikipédia, tant sur la forme (notamment concernant le style encyclopédique, la proportionnalité) que sur le fond (la neutralité de point de vue, la qualité et l'indépendance des sources).
Pour les articles homonymes, voir Heim.
Philippe Heim, né le 3 avril 1968 à Sarreguemines, est un dirigeant de banque français. Il est, de 2020 à août 2023, président du directoire de la Banque postale et directeur général adjoint du groupe La Poste.  

## Biographie

### Études
Après des études à Metz et ses classes préparatoires au Lycée privée Sainte Geneviève à Versailles, il est diplômé de l'ESCP, de Sciences Po Paris et titulaire d’une licence de philosophie de la Sorbonne. Ancien élève de l’ENA de la promotion Marc Bloch (1995-97), il y côtoie notamment Édouard Philippe, Rémy Rioux, Olivier Ferrand, Isabelle Mateos Y Lago, Benoît Ribadeau-Dumas ou encore Jean-Christophe Thiery.

### Passage dans l'Administration publique
Philippe Heim commence sa carrière en 1997 au ministère de l’économie et des finances à la Direction du Budget où il occupe différents postes, avant de rejoindre en février 2001 la mission économique de l'ambassade de France à Singapour. En 2003 il est nommé conseiller technique aux cabinets de Francis Mer, ministre de l'économie des finances et Alain Lambert, ministre délégué au budget, puis devient en 2004 conseiller pour la synthèse budgétaire de plusieurs ministres successifs (Nicolas Sarkozy, Hervé Gaymard, Thierry Breton), avant d’être promu en 2005 directeur-adjoint puis directeur de cabinet de Jean-François Copé, ministre du budget et porte-parole du Gouvernement.

### Fonctions à la Société Générale
Il rejoint en 2007 la Société générale où il est nommé banquier conseil chargé de la relation globale avec de grands clients, puis directeur de la stratégie en 2009 et directeur financier du groupe en 2013. Il unifie début 2016 l’ensemble des départements financiers de la banque dans une direction financière globale et intégrée. En 2017, il est désigné « meilleur directeur financier français et meilleur directeur financier de banque en Europe » selon le sondage Extel 2017, réalisé auprès des investisseurs et analystes financiers. En 2018, il est promu directeur général délégué, chargé de la banque de détail à l'international et services financiers, qui génère la majeure partie des bénéfices de la banque, 2,1 Mds€ en 2018 et 2 Mds€ en 2019 et 0,6 Mds au premier semestre 2020.
Toutefois, après un semestre tumultueux qui conduit le groupe à publier une perte de 1,6 Mds€, le directeur général Frédéric Oudéa modifie l'équipe dirigeante de la banque et annonce que Philippe Heim, qui convoitait ouvertement la direction générale, quitte ses fonctions de directeur général délégué en août 2020,.

### Président du directoire de la Banque postale
Fin août 2020, il est nommé président du directoire du groupe la Banque postale et directeur général adjoint du groupe La Poste. Il remplace à ce poste Rémy Weber qui avait été remercié fin juillet 2020. La Banque Postale est, fin 2020, la 11e banque de la zone euro ainsi qu’un bancassureur présent en France et à l’international (Brésil, Espagne, Italie, …).
En mars 2021, il présente le plan stratégique de l’entreprise pour les cinq prochaines années et souligne sa volonté d’accélérer le développement de la banque de détail au travers d’une numérisation accélérée tout en maintenant un important réseau de bureaux physiques. Le plan prévoit 3,4 milliards d’euros d’investissements dans l’informatique.
Philippe Heim annonce vouloir accélérer la diversification des métiers de la Banque Postale, notamment dans l’assurance et le crédit consommation et faire passer les revenus à l'international de 15% à 20% d’ici cinq ans.
Sur le marché des entreprises, il annonce également que la Banque Postale a l’ambition d’accroître sa présence. Pour cela, en novembre 2021, la Banque Postale dévoile la création en janvier 2022 d’une nouvelle division nommée « banque de financement et d'investissement »,.
Dans le cadre d’une nouvelle gouvernance, il intègre au directoire Marion Rouso (ancienne de la BPCE et de la Banque Populaire du Grand Ouest) ainsi que Bertrand Cousin (ancien directeur de l’activité Mid-Cap de JP Morgan en Europe). Ce dernier est chargé de diriger la nouvelle banque de financement et d’investissement.
En juin 2021, la Banque Postale se dote d’une raison d’être et Philippe Heim annonce qu’elle adoptera le statut d’entreprise à mission.
Il siège à son comité directeur qui réunit douze banques représentant l’industrie bancaire au niveau mondial.
Dans le cadre de la COP 26, la Banque postale annonce une « sortie totale » des énergies fossiles (pétrole et gaz) à horizon 2030.
Fin 2021, il annonce le lancement d’une OPA en vue de porter la participation de la Banque Postale dans CNP Assurances de 62% à 100% du capital.
Fin février 2023, son mandat est reconduit pour 5 ans par le conseil de surveillance de la Banque Postale. Toutefois, son départ de la Banque postale est annoncé le 2 août 2023.

## Controverse
En 2022, sa page wikipedia aurait été abusivement modifiée (suppression d’informations sur ses conditions de départ dans ses précédentes fonctions à la Société générale) grâce à l'intervention de l'agence de communication Avisa Partners.

## Vie privée et rémunération
Philippe Heim est marié et père de deux enfants.
Il perçoit une rémunération de 1,59 million d'euros en 2019 à la Société générale. Sa rémunération est fixée à 0,45 M€ par an à la Banque postale, les salaires des dirigeants d'entreprises publiques étant plafonnés par l'État.
Amateur de jazz, il a créé fin 2018 l'association #JazzLink pour promouvoir le genre et ses interprètes à travers l’organisation de concerts. Il aime particulièrement John Coltrane.